# ドミトリー・トゥルスノフ
ドミトリー・イーガリヴィッチ・トゥルスノフ（ロシア語ラテン翻字: Dmitry Igorevich Tursunov, ロシア語: Дми́трий И́горевич Турсу́нов, 1982年12月12日 - ）は、ロシア・モスクワ出身の男子プロテニス選手。これまでにATPツアーでシングルス7勝、ダブルス6勝を挙げている。自己最高ランキングはシングルス20位、ダブルス36位。身長185cm、体重82kg。右利き、バックハンド・ストロークは両手打ち。

## 来歴
トゥルスノフは科学技師であった父親の手ほどきでテニスを始め、12歳半の時にロシアを離れてアメリカに引っ越した。2000年にプロ入りしたが、トゥルスノフはATPツアーの下部ツアーのATPチャレンジャーツアーでの下積み期間が長く、2003年の全米オープンで4大大会デビューを果たしている。初出場の4大大会で、トゥルスノフは1回戦で元世界ランキング1位のグスタボ・クエルテンを破り、グザビエ・マリスとの3回戦まで進出した。2004年はウィンブルドンで3回戦に進み、1回戦で同じロシアのマラト・サフィンを破ったが、3回戦でカルロス・モヤに敗れている。
ドミトリー・トゥルスノフは2005年からツアー大会で成績を伸ばし、2005年ウィンブルドンの2回戦で地元イギリスのティム・ヘンマンを3-6, 6-2, 3-6, 6-3, 8-6で破る勝利を挙げた。トゥルスノフ自身は4回戦でセバスチャン・グロジャンに敗退する。この後男子テニス国別対抗戦・デビスカップロシア代表選手にも初選出され、9月23日-25日に「ワールドグループ」準決勝の対クロアチア戦に出場した。
2006年は全仏オープン3回戦・ウィンブルドン4回戦・全米オープン3回戦進出の後、9月末にキングフィッシャー航空テニス・オープン決勝でトマーシュ・ベルディハを破り、ATPツアー大会でシングルス初優勝を果たす。12月1日-3日にかけて、デビスカップ決勝の対アルゼンチン戦がロシアの首都モスクワにあるオリンピック・スタジアムで開かれ、トゥルスノフはマラト・サフィンとペアを組んで第3試合のダブルス戦に出場し、アルゼンチン代表のナルバンディアン/カレリ組を破って、デビスカップロシア代表の4年ぶり2度目のデ杯優勝に貢献した。
2007年全豪オープンでは第21シードで出場したが、3回戦で第13シードのトマーシュ・ベルディハに敗れた。その後の4大大会ではシングルス3回戦止まりが続いているが、男子ツアーではシングルス・ダブルスともにタイトルを増やしている。2008年全仏オープン男子ダブルスでは、同じロシアのイーゴリ・クニツィンと組んだベスト4進出がある。8月の北京五輪で、トゥルスノフはシングルス・ダブルスともにスイス代表のロジャー・フェデラーと顔を合わせた。シングルスは1回戦で4-6, 2-6のストレート負けに終わり、ミハイル・ユージニーと組んだ男子ダブルスも2回戦でフェデラーとスタニスラス・ワウリンカの組に4-6, 3-6で敗れた。
2012年のロンドン五輪で2度目のオリンピックに出場した。シングルス1回戦でフェリシアーノ・ロペスに7-6(5), 2-6, 7-9で敗れた。

## ATPツアー決勝進出結果

### シングルス: 9回 (7勝2敗)
| 大会グレード                            |
| グランドスラム (0-0)                    |
| ATPワールドツアー・ファイナル (0-0)     |
| ATPワールドツアー・マスターズ1000 (0-0) |
| ATPワールドツアー・500シリーズ (0-0)    |
| ATPワールドツアー・250シリーズ (7–2)    |

| サーフェス別タイトル |
| ハード (5–2)         |
| クレー (0-0)         |
| 芝 (2-0)             |
| カーペット (0-0)     |

| 結果   | No. | 決勝日        | 大会               | サーフェス    | 対戦相手                 | スコア           |
| ------ | --- | ------------- | ------------------ | ------------- | ------------------------ | ---------------- |
| 準優勝 | 1.  | 2006年7月31日 | ロサンゼルス       | ハード        | トミー・ハース           | 6–4, 5–7, 3–6    |
| 優勝   | 1.  | 2006年9月25日 | ムンバイ           | ハード        | トマーシュ・ベルディハ   | 6–3, 4–6, 7–6(5) |
| 優勝   | 2.  | 2007年7月29日 | インディアナポリス | ハード        | フランク・ダンチェビッチ | 6–4, 7–5         |
| 優勝   | 3.  | 2007年9月30日 | バンコク           | ハード (室内) | ベンヤミン・ベッカー     | 6–2, 6–1         |
| 優勝   | 4.  | 2008年1月12日 | シドニー           | ハード        | クリス・グッチョーネ     | 7–6(3), 7–6(4)   |
| 準優勝 | 2.  | 2008年7月20日 | インディアナポリス | ハード        | ジル・シモン             | 4–6, 4–6         |
| 優勝   | 5.  | 2008年10月5日 | メス               | ハード (室内) | ポール＝アンリ・マチュー | 7–6(6), 1–6, 6–4 |
| 優勝   | 6.  | 2009年6月20日 | イーストボーン     | 芝            | フランク・ダンチェビッチ | 6–3, 7–6(5)      |
| 優勝   | 7.  | 2011年6月18日 | スヘルトーヘンボス | 芝            | イワン・ドディグ         | 6-3, 6-2         |

### ダブルス: 11回 (6勝5敗)
| 結果   | No. | 決勝日         | 大会               | サーフェス        | パートナー                     | 対戦相手                                            | スコア           |
| ------ | --- | -------------- | ------------------ | ----------------- | ------------------------------ | --------------------------------------------------- | ---------------- |
| 準優勝 | 1.  | 2004年8月23日  | ワシントンD.C.     | ハード            | トラビス・パロット             | クリス・ハガード ロビー・コーニッグ                 | 6–7(3), 1–6      |
| 準優勝 | 2.  | 2005年9月19日  | 北京               | ハード            | ミハイル・ユージニー           | ジャスティン・ギメルストブ ネイサン・ヒーリー       | 6–4, 3–6, 2–6    |
| 準優勝 | 3.  | 2006年6月26日  | ノッティンガム     | 芝                | イーゴリ・クニツィン           | ジョナサン・エルリック アンディ・ラム               | 3–6, 2–6         |
| 優勝   | 1.  | 2007年10月15日 | モスクワ           | カーペット (室内) | マラト・サフィン               | トマーシュ・ツィブレツ ロブロ・ゾブコ               | 6–4, 6–2         |
| 優勝   | 2.  | 2008年2月24日  | ロッテルダム       | ハード (室内)     | トマーシュ・ベルディハ         | フィリップ・コールシュライバー ミハイル・ユージニー | 7–5, 3–6, [10-7] |
| 優勝   | 3.  | 2009年2月28日  | ドバイ             | ハード            | リック・デ・フスト             | マルティン・ダム ロベルト・リンドステット           | 4–6, 6–3, [10-5] |
| 優勝   | 4.  | 2009年7月26日  | インディアナポリス | ハード            | エルネスツ・グルビス           | アシュリー・フィッシャー ジョーダン・カー           | 6–4, 3–6, [11-9] |
| 準優勝 | 4.  | 2010年10月10日 | 東京               | ハード            | アンドレアス・セッピ           | エリック・ブトラック ジャン＝ジュリアン・ロジェ     | 3-6, 2-6         |
| 優勝   | 5.  | 2010年10月24日 | モスクワ           | ハード (室内)     | イーゴリ・クニツィン           | ヤンコ・ティプサレビッチ ビクトル・トロイツキ       | 7-6(8), 6-3      |
| 準優勝 | 5.  | 2012年6月23日  | スヘルトーヘンボス | 芝                | フアン・セバスティアン・カバル | ロベルト・リンドステット ホリア・テカウ             | 3–6, 6–7(1)      |
| 優勝   | 6.  | 2013年5月5日   | ミュンヘン         | クレー            | ヤルコ・ニエミネン             | マルコス・バグダティス エリック・ブトラック         | 6–1, 6–4         |

## 4大大会シングルス成績
略語の説明
| W | F | SF | QF | #R | RR | Q# | LQ | A | Z# | PO | G | S | B | NMS | P | NH |

W=優勝, F=準優勝, SF=ベスト4, QF=ベスト8, #R=#回戦敗退, RR=ラウンドロビン敗退, Q#=予選#回戦敗退, LQ=予選敗退, A=大会不参加, Z#=デビスカップ/BJKカップ地域ゾーン, PO=デビスカップ/BJKカッププレーオフ, G=オリンピック金メダル, S=オリンピック銀メダル, B=オリンピック銅メダル, NMS=マスターズシリーズから降格, P=開催延期, NH=開催なし.
| 大会           | 2001 | 2002 | 2003 | 2004 | 2005 | 2006 | 2007 | 2008 | 2009 | 2010 | 2011 | 2012 | 2013 | 2014 | 2015 | 2016 | 2017 | 通算成績 |
| -------------- | ---- | ---- | ---- | ---- | ---- | ---- | ---- | ---- | ---- | ---- | ---- | ---- | ---- | ---- | ---- | ---- | ---- | -------- |
| 全豪オープン   | A    | A    | LQ   | 1R   | A    | 2R   | 3R   | 2R   | 1R   | A    | 1R   | 1R   | A    | 2R   | A    | 1R   | 1R   | 5–10     |
| 全仏オープン   | A    | A    | LQ   | 1R   | 2R   | 3R   | 2R   | 3R   | 1R   | 1R   | 1R   | 2R   | 2R   | 3R   | A    | 1R   | A    | 10–11    |
| ウィンブルドン | LQ   | A    | LQ   | 3R   | 4R   | 4R   | 3R   | 3R   | 1R   | 1R   | 2R   | 1R   | 1R   | 1R   | A    | 1R   | 1R   | 13–13    |
| 全米オープン   | LQ   | A    | 3R   | 2R   | 2R   | 3R   | 1R   | 3R   | 1R   | 1R   | 1R   | LQ   | 3R   | 1R   | A    | A    | 1R   | 10–12    |

※: 2005年全仏の不戦敗は通算成績に含まない